# Баркер, Томас
Томас Баркер (англ. Thomas Barker; 1769—1847) — английский художник; отец и первый учитель Томаса Джонса Баркера.

## Биография
Томас Баркер родился в 1769 году в городке Понтипул в Торвайне (Уэльс). Его отец был сыном барристера и который практиковал как художник, рисуя в основном портреты лошадей, которых обожал; затем он стал работать декоратором.

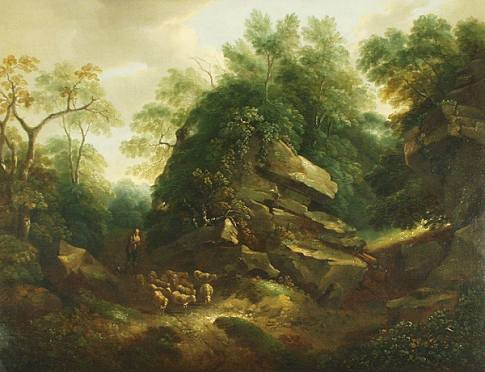
Томас Баркер. «Утро».

С раннего возраста Томас Баркер продемонстрировал большой талант рисовать фигуры и проектировать пейзажи; хотя он никогда не брал уроков рисования и был самоучкой. Когда ему было шестнадцать лет, его семья переехала в Бат, где нашелся покровитель его такланта по фамилии Спакман, что позволило ему полностью посвятить себя живописи. В течение первых четырех лет он занимался копированием произведений старых голландских и фламандских мастеров. В возрасте 21-го года был отправлен в Рим для совершенствования мастерства.
Среди наиболее известных картин художника: «Испытание королевы Кэролайн», «Утро», «Вудман», «Макбет и ведьмы» и «Собака в шторм». Ему также ошибочно приписывали авторство картины «Раб в цепях», которая на самом деле принадлежит кисти Джона Симпсона.
Томас Баркер умер 11 декабря 1847 года в городе Бат (графство Сомерсет).
Его сын — Томас Джонс пошёл по стопам отца и тоже посвятил свою жизнь искусству.